# Armstrong (Oklahoma)
Armstrong – miasto w Stanach Zjednoczonych, w stanie Oklahoma, w hrabstwie Bryan.